# Końska (Góry Krucze)
Końska (niem. Pferde Berg, 813 m n.p.m.) – wzniesienie w południowej części Gór Kruczych (Góry Kamienne w Sudetach Środkowych).

## Położenie
Końska położona jest w południowej części Gór Kruczych, w grzbiecie granicznym, przy czym sam wierzchołek znajduje się po polskiej stronie. Na północy łączy się z Jaworową, a na południu z Mrowińcem.
Na zachód od szczytu biegnie granica polsko-czeska. Wschodnie zbocza leżą w Polsce, zachodnie w Czechach.

## Budowa
Masyw zbudowany z permskich porfirów (trachitów i tufów ryolitowych), należących do utworów zachodniego skrzydła niecki śródsudeckiej.

## Roślinność
Wzniesienie pokryte lasem świerkowym.

## Turystyka
Na zachód od szczytu, wzdłuż granicy z Czechami prowadzi szlak turystyczny:
- – zielony fragment Szlaku Granicznego z Mieroszowskich Ścian na przełęcz Okraj.